# Trigger (Elektronik)
Ein Trigger ist eine elektronische Schaltung, die bei einem auslösenden Ereignis einen Impuls (Triggerimpuls) oder einen Schaltvorgang (Schaltflanke) erzeugt. Das Eingangssignal ist ein analoges, – das Ausgangssignal ein binäres. Das auslösende Ereignis kann zum Beispiel das Übersteigen einer Eingangsspannung über eine Schwelle sein (Triggerschwelle, Triggerniveau) oder der Ablauf einer Zeitspanne.
Schaltungen mit Triggerschwelle werden im einfachsten Fall mit einem Operationsverstärker realisiert, an dessen zwei Eingängen die zu beurteilende Spannung und ein Bezugswert liegen. Je nachdem, welche Spannung größer ist, schaltet der Ausgang auf die positive oder negative Grenze seiner Aussteuerbarkeit,– als Folge der fast unendlich großen Spannungsverstärkung. Die zwei Ausgangswerte werden oft mit HIGH und LOW bezeichnet.
Speziell auf schnelles Schalten ausgelegte Varianten heißen Komparator (deutsch: Vergleicher). Zur Zusammenarbeit mit Logik-Gattern kann das LOW hier auch das Massepotential sein. Mit diskreten Transistoren können ebenfalls solche Schaltungen aufgebaut werden.
Beispielsweise arbeitet so der Trigger eines Oszilloskops, der den Aufbau eines neuen Bildes auslöst, sobald ein Triggerniveau überschritten oder eine Verzögerungszeit abgelaufen oder Ähnliches aufgetreten ist. Entscheidend ist die durch das Ereignis ausgelöste Flanke eines Triggerimpulses, nicht seine Dauer.
Befindet sich die zu beurteilende Spannung nahe beim Bezugswert und ist sie mit einer Störspannung überlagert, kann es zu mehrfachem Hin- und Herschalten kommen. Dieses lässt sich vermeiden mit einem Schmitt-Trigger, der bei steigender Eingangsspannung bei Überschreiten der Triggerschwelle auf HIGH schaltet, aber bei fallender Eingangsspannung erst bei Unterschreiten einer niedrigeren Schwelle auf LOW. Die dazu erwünschte Hysterese lässt sich mit einem Komparator oder Operationsverstärker durch Mitkopplung leicht herstellen.
Ein Beispiel hierzu ist der Schaltregler, der durch seine Hysterese allzu häufiges Schalten vermeidet. Die Triggerschwelle ist hier variabel und das Stellglied des Reglers.
Bei einem Netzwerkanalysator dient der Trigger der Signalauslösung in einem definierten Frequenz- bzw. Spannungsspektrum. Dadurch ist es möglich über einen Bereich von beispielsweise 1 MHz Frequenz- oder Spannungsantworten aus einem System zu erhalten mit einer Auflösung, die ähnlich den Bildpunkten am Bildschirm entspricht. Bei oben angeführten 1 MHz wären das also bei einer Auflösung von 1600 Punkten (1 MHz : 1.600 Pkt = 625 Hz/Pkt Schritte) jeweils Impulse mit einem Frequenzunterschied von 625 Hz. Das erste Signal würde mit 1 000 625 Hz gesendet, das zweite mit 1 001 250 Hz usw., bis 2 MHz erreicht sind.
In engem Zusammenhang zum Trigger steht der Vorgang des Triggerns: viele Geräte und Baugruppen besitzen einen Triggereingang, um diese beispielsweise nach einem Ereignis in den Verarbeitungsmodus zu schalten. Beispiele sind:
- Impulsgeneratoren, Monoflops
- Empfangskanal eines Radargerätes nach Ende des Sendeimpulses
- Oszilloskope und Aufzeichnungsgeräte
- Funkenkammer: es wird ein Hochspannungsimpuls erzeugt, sobald ein vorgeschalteter Szintillationsdetektor den Durchgang eines Elementarteilchens (meist ein Myon) anzeigt.

Verschiedene, in der Forschung verwendete Geräte können beim Auftreten eines (seltenen) Ereignisses zusätzlich zum Beispiel eine E-Mail versenden.
Fotoapparate besitzen einen sogenannten FX-Kontakt, um den Elektronenblitz synchron zur Arbeit des mechanischen Verschlusses auszulösen (siehe auch Offenzeit).
Bei Komponenten der Unterhaltungselektronik wird das über 12 Volt-Steuerleitungen erfolgende Einschalten anderer Komponenten ebenfalls als „Trigger“ bezeichnet. Dabei handelt es sich jedoch nicht um einen Impuls, sondern um einen nach dem Einschalten des Masters (z. B. Audioverstärker) gelieferten 12 Volt-Dauerstrom zur Versorgung der Einschaltrelais bei den Slave-Geräten.